# Levkó Esztella
Levkó Esztella (Ungvár, 1986. október 14. –) magyar színésznő.

## Élete
2008-ban szerzett színész diplomát a londoni Rose Bruford College of Theatre & Performance színművészeti egyetemen, majd egy évet tanult Moszkvában a Gerasimov Institute of Cinematography Filmművészeti Egyetemen. Nemzetközi színházi karrierjét Lengyelországban kezdte, ahol a Włodzimierz Staniewski által alapított Centre for Theatre Practices Gardzienice színházhoz szerződött. A társulattal több jelentős nemzetközi színházi fesztiválra kaptak meghívást. Első nemzetközi sikerét a Kádár Kata balladája című rövidfilmjével érte el a rigai Waterpieces Fesztiválon.
Az elmúlt években több jelentős európai színházi társulattal dolgozott együtt: a francia Compagnie Philippe Genty, az olasz Compagnia Pippo Delbono és a szlovén ViaNegativa, valamint a Temesvári Állami Magyar Színház. Magyarországon fellépett többek között a Bárka Színházban, a Trafó Kortárs Művészetek Házában. A budapesti Artificial Moon angol nyelvű színházi társulat nemzetközi csapatának a tagja. 
2019 óta a Jóban Rosszban című sorozatban Deák Szilvia szerepét játssza.
Színházi és filmes munkái mellett rendszeresen tart fizikai színházi trainingeket. A londoni East 15 Acting School (East 15) meghívott oktatója. Workshopokat tartott eddig: Japánban, Olaszországban, az Egyesült Államokban, Lengyelországban és Szlovákiában.
Filmjei közt is akadnak fesztiválon futottak, a 2017-es Locked In a London Independent Film Awards legjobb rövidfilmje lett, az Estella pedig a 48 Hour Film Project-en nyert, ebben Dolmány Attilával játszottak közösen.
2018 és 2019 között az Eötvös Loránd Tudományegyetem kulturális antropológia mester szakának meghívott előadója volt. 
2018-ban Erasmus+ tanulmányi ösztöndíjjal három hónapot töltött Iránban, a Tehran University hallgatójaként, ahol az iráni kortárs női alkotók, valamint az underground színház és tánc kutatása mellett az Aria Arts Residency meghívott alkotója volt. Több publikációja olvasható az adott témaban. 
Mindemellett a Hungary L!ve Művészeti Alapítvány, valamint a Hungary L!ve Festival New York egyik alapítója, szervezője.

## Fontosabb színházi munkák
- Everybody - r.: Joe Compton (ArtificialMoon)
- Kopasz énekesnő - The Bald Soprano – r.: Roderick Hill (ArtificialMoon)
- Manipulációk – r.: Bojan Jablanovec (ViaNegativa)
- Még ezt elmondom, aztán megyek - r.: Baczó Tünde (Temesvári Csíky Gergely Színház, 2018)
- W. Shakespeare: V Henrik - r.: Pippo Delbono (Compagnia Pippo Delbono, Olaszország)
- Ovidius: Metamorfózis - r.: Wlodzimierz Staniewski (Centre for Theatre Practices Gardzienice, Lengyelország)
- Euripidesz: Elektra - r.: Wlodzimierz Staniewski (Centre for Theatre Practices Gardzienice, Lengyelország)
- Euripidesz: Iphigenia Auliszban - r.: Wlodzimierz Staniewski (Centre for Theatre Practices Gardzienice, Lengyelország)
- Homérosz: Odüsszeia - r.: Wlodzimierz Staniewski (Centre for Theatre Practices Gardzienice, Lengyelország)
- Kisvárosi Lady Macbeth (szóló előadás Nikolaj Leszkov novellája alapján) – r.: Shahab Hosseini (Trafó Kortárs Művészetek Háza - 2013) (Kyoto - 2013)[3]
- Szökő emlékek - r.: Eric De Sarria, Nancy Rusek (Bárka Színház / Compagnie Philippe Genty, Franciaország, 2014)
- W. Shakespeare: Szentivánéji álom - r.: W. Pluhár Attila (Zsámbéki Színházi Bázis, 2014)
- Indoors - r.: Levko Esztella, Shahab Hosseini, Szép Annabella (Bakelit Multi Art Center - 2014)
- Szürke kertek (az azonos című dokumentumfilm alapján)
- Még ezt elmondom, aztán megyek - r.: Baczó Tünde (Temesvári Csíky Gergely Színház, 2018)

### Fesztiválszereplései
- TESZT Fesztivál - Románia
- INFANT Fesztivál - Szerbia
- Thealter - Magyarország
- ExPonto Fesztivál - Szlovénia
- Desiré Fesztivál - Szerbia
- SAM NA JAVISKU - Szlovákia
- FESTIVAL OF WANDERING THEATRES - Lengyelország
- BRDG Nemzetközi Színházi Találkozó - Japán

## Filmes munkái
- Jóban Rosszban (magyar sorozat) (2020)
- Locked In - Samira Sadakova (rövidfilm, r.: Pavel Shepan, Nadira Murray) - Los Angeles Shorts Nemzetközi Filmfesztivál, London Independent Film Awards, EUROSHORTS Nemzetközi Filmfesztivál
- H2o Casanova (tévéfilm, r.: Jean Paul Jeunet)
- Galopping Mind - Kórházi nővér (r.: Wim Vandekeybus) - Karlovy Vary-i Nemzetközi Filmfesztivál
- #Jézus - Apám nevében - Eszter (r.: Roczó Nagy Zoltán)
- Ifigenia w A ... – Ifigénia Auliszban (r.: Wojciech Staron)
- Estella (rövidfilm, r.: Szatmári Andrea) - 48 Hour Film Project (Filmapalooza)[4]